# منتخب بنغلاديش تحت 17 سنة لكرة القدم
منتخب بنغلاديش تحت 17 سنة لكرة القدم (بالبنغالية:বাংলাদেশ জাতীয় অনূর্ধ্ব-১৭ ফুটবল দল)، هي منتخب قومي لكرة القدم لمن يلعب تحت سن 17 سنة في بنغلاديش، لعبت في المباراة الأولى أمام المنتخب القطري بتاريخ 15 نوفمبر سنة 1986م والتي فازت فيها قطر على بنغلاديش بنتيجة 6 أهداف مقابل هدف، وكانت أفضل نتيجة للمنتخب البنغلاديشي هي الفوز على غوام بنتيجة 11 هدفاً مقابل لاشيء سنة 1996م، وأكبر خسارة تلقت بنغلاديش هي هزيمتها أمام المنتخب السوري بنتيجة 7 أهداف مقابل لا شيء، وذلك في سنة 2006م، لعبت بنغلاديش لكأس آسيا 6 مرات وكانت آخرها سنة 2006م في سنغافورة، في حيث لم تتأهل إلى نهائيات كأس العالم للناشئين على الإطلاق كون أن بنغلاديش التي شاركت لكأس آسيا للناشئين لم تتجاوز مراحل المجموعات في البطولة.

## سجل المنافسة

### بطولة آسيا للناشئين تحت 16 عاما
| سجل بطولة آسيا للناشئين تحت 16 عاما | سجل بطولة آسيا للناشئين تحت 16 عاما | سجل بطولة آسيا للناشئين تحت 16 عاما | سجل بطولة آسيا للناشئين تحت 16 عاما | سجل بطولة آسيا للناشئين تحت 16 عاما | سجل بطولة آسيا للناشئين تحت 16 عاما | سجل بطولة آسيا للناشئين تحت 16 عاما | سجل بطولة آسيا للناشئين تحت 16 عاما | سجل بطولة آسيا للناشئين تحت 16 عاما |  |
| المضيف/السنة                        | النتيجة                             | المركز                              | لعب                                 | فاز                                 | تعادل*                              | خسر                                 | له                                  | عليه                                |  |
| ----------------------------------- | ----------------------------------- | ----------------------------------- | ----------------------------------- | ----------------------------------- | ----------------------------------- | ----------------------------------- | ----------------------------------- | ----------------------------------- |  |
| 1986                                | مرحلة المجموعات                     | 7/8                                 | 3                                   | 1                                   | 0                                   | 2                                   | 3                                   | 8                                   |  |
| 1992                                | مرحلة المجموعات                     | 8/8                                 | 3                                   | 0                                   | 0                                   | 3                                   | 2                                   | 13                                  |  |
| 1998                                | مرحلة المجموعات                     | 8/10                                | 4                                   | 0                                   | 2                                   | 2                                   | 4                                   | 9                                   |  |
| 2000                                | مرحلة المجموعات                     | 6/10                                | 4                                   | 2                                   | 0                                   | 2                                   | 4                                   | 7                                   |  |
| 2004                                | مرحلة المجموعات                     | 16/16                               | 3                                   | 0                                   | 1                                   | 2                                   | 3                                   | 10                                  |  |
| 2006                                | مرحلة المجموعات                     | 15/15                               | 3                                   | 0                                   | 0                                   | 3                                   | 0                                   | 14                                  |  |
| الاجمالي                            | 6/6                                 | -                                   | 20                                  | 3                                   | 3                                   | 14                                  | 16                                  | 59                                  |  |

### بطولة اتحاد جنوب آسيا تحت 16 سنة
| 2011     | الرابع | 4/6 | 4  | 1  | 1 | 2 | 7  | 6  |
| 2013     | الثالث | 3/7 | 4  | 2  | 0 | 2 | 5  | 8  |
| 2015     | البطل  | 1/6 | 4  | 4  | 0 | 0 | 8  | 2  |
| 2017     | الثالث | 3/6 | 4  | 3  | 0 | 1 | 17 | 4  |
| 2018     | البطل  | 1/6 | 4  | 4  | 0 | 0 | 13 | 3  |
| 2019     | الثالث | 3/5 | 3  | 2  | 2 | 0 | 13 | 11 |
| الاجمالي | 6/6    | -   | 24 | 16 | 2 | 6 | 63 | 34 |